# Wereldkampioenschap schaatsen allround vrouwen 1933
Het eerste Wereldkampioenschap schaatsen allround voor vrouwen werd op 5 en 6 februari 1933 verreden in het Frogner stadion in Oslo, Noorwegen en werd georganiseerd door de plaatselijke Oslo Skøiteklubb (OSK). Het was met de edities van 1934 en 1935 een onofficieel kampioenschap, de ISU nam het kampioenschap pas vanaf 1936 onder haar hoede. Er deden elf deelneemsters uit drie landen (Noorwegen (9), Oostenrijk (1) en Verenigde Staten (1)) aan mee. Het kampioenschap werd over drie afstanden verreden, respectievelijk 1000m, 500m en 1500m.
De Oostenrijkse Liselotte Landbeck werd de eerste wereldkampioene, voor Synnøve Lie en de Amerikaanse Helen Bina. Landbeck zou niet weer deelnemen aan het WK Allround. Wel nam ze deel aan kampioenschappen kunstschaatsen, op het WK van 1934 dat ook in Oslo plaatsvond werd ze derde.

## Afstand medailles
| Afstand | Goud ·             | Zilver ·           | Brons ·       |
| ------- | ------------------ | ------------------ | ------------- |
| 1000m   | Liselotte Landbeck | Helen Bina         | Undis Blikken |
| 500m    | Liselotte Landbeck | Helen Bina         | Synnøve Lie   |
| 1500m   | Synnøve Lie        | Liselotte Landbeck | Helen Bina    |

## Klassement
| Rang   | Schaatsster        | Land             | Punten  | 1000m       | 500m        | 1500m         |
| ------ | ------------------ | ---------------- | ------- | ----------- | ----------- | ------------- |
| Goud   | Liselotte Landbeck | Oostenrijk       | 167,183 | 1.50, 5 (1) | 52,2 (1)    | 2.59,2 (2)    |
| Zilver | Synnøve Lie        | Noorwegen        | 169,067 | 1.51,2 (4)  | 53,9 (3)    | 2.58,7 (1) ** |
| Brons  | Helen Bina         | Verenigde Staten | 169,200 | 1.50,6 (2)  | 53,8 (2)    | 3.00,3 (3)    |
| 4      | Aslaug Ås          | Noorwegen        | 181,550 | 1.58,5 (5)  | 58,3 (5)    | 3.12,0 (5)    |
| 5      | Bera Løvstad       | Noorwegen        | 181,583 | 1.58,7 (6)  | 58,4 (6)    | 3.11,5 (4)    |
| 6      | Jane Bjerke        | Noorwegen        | 182,817 | 2.00,3 (7)  | 58,1 (4)    | 3.13,7 (6)    |
| 7      | Kate Andersen      | Noorwegen        | 189,883 | 2.07,1 (8)  | 1.07,7 (8)  | 3.13,9 (7)    |
| 8      | Berghild Aasesn    | Noorwegen        | 194,467 | 2.08,2 (9)  | 1.01,0 (7)  | 3.28,1 (8)    |
| 9      | Ella Berntsen      | Noorwegen        | 203,633 | 2.13,8 (10) | 1.05,3 (9)  | 3.34,3 (9)    |
| 10     | Margit Lauritsen   | Noorwegen        | 243,067 | 2.32,4 (11) | 1.24,2*(10) | 4.08,0 (10)   |
| NS2    | Undis Blikken      | Noorwegen        | 55.500  | 1.51,0 (3)  | NS          | -             |

* = met val
** = niet erkend WR
NC = niet gekwalificeerd
NF = niet gefinisht
NS = niet gestart
DQ = gediskwalificeerd